# Lluer de Yarrell
El lluer de Yarrell o lluer de Yarrel (Spinus yarrellii) és una espècie d'ocell de la família dels fringíl·lids (Fringillidae) que habita zones arbustives de l'est del Brasil.